# Фіброцемент
Фіброцемент (від лат. fibro — «волокно» і caementum — «битий камінь») — це досить міцний будівельний матеріал, який складається з цементу, армуючих волокон і мінеральних наповнювачів. З фіброцементу виготовляються стінові панелі, перегородки, плити для облицювання, а також черепицю яка використовується в сучасному будівництві, зведенні та оздоблені покрівлі. Цей екологічний матеріал не має обмежень щодо використання.

## Історія
В кінці XIX-го століття австрієць Людвіг Гачек вперше отримав інноваційний матеріал на основі цементу з використанням армуючої азбестової сировини. На той час сфера будівництва мала гостру потребу в матеріалах, які не були б таким горючими як тогочасні будівельні матеріали. На власній «Першій Австро-угорській азбестовій фабриці» Гачек проводив експерименти протягом семи років, намагаючись отримати новий будівельний продукт з вогнетривкими властивостями. В результаті довготривалої роботи він винайшов фіброцемент, який мав стійкість до вогню і температурних перепадів, матеріал мав відмінну міцність, зносостійкість і здатність витримувати високий опір на розрив за рахунок азбестових волокон. Крім того, собівартість виробництва фіброцементних матеріалів виявилась досить вигідною. Трохи згодом Людвіг Гачек започаткував виробництво покрівельних плит з нового матеріалу, котрі виявились набагато легшими, міцнішими і довговічнішими, ніж традиційна черепиця того часу.
Винахід Гачека був дуже популярним і широко застосовувався до 1976 року, доки вчені не стали стверджувати, що мікроскопічний азбестовий пил має згубний вплив на здоров'я людей, викликаючи онкологічні захворювання. І хоча в ті часи чітких доказів шкідливості азбесту не було надано, в Європі використовувати такий матеріал стали рідше, а через 5 років виробництво фіброцементної черепиці з використанням азбесту в Німеччині взагалі припинилось. Асоціація Торгівлі азбестоцементу добровільно підписала угоду про припинення його виробництва.
Але повністю припинити виробництво будівельних матеріалів на основі фіброцементу виробники не збиралися і продовжили пошук замінників азбестових волокон. В результаті дослідження більш ніж двохсот різних волокон і їх сполук були знайдені достойні замінники, такі як арамідні волокна целюлози, базальтові та ін. Знайдені волокна, були придатні для використання як армуючі волокна, до того ж вони не змінювали технічних і хімічних властивостей фіброцементу, а також були цілком безпечні для людського здоров'я.

## Фіброцемент з волокнами целюлози

### Склад
Сучасний фіброцементний матеріал містить в своєму складі цемент, армуючі волокна целюлози і мінеральні наповнювачі. Цемент надає виробам з фіброцементу міцність і вологостійкість. Хаотично розміщені всередині наповнювача волокна целюлози додають плитам більшої жорсткості на вигин за рахунок внутрішнього армування, а також скорочують лінійне розширення під впливом різних температур. Мінеральні наповнювачі додають більше внутрішньої пластичності фіброцементним плитам.

### Виробництво
При виробництві фіброцементні плити для набуття високої міцності проходять дві технологічні стадії: автоклавування і пресування. Тиск пресування матеріалу складає 650 Н/см2. Після пресування плити проходять стадію попереднього твердіння протягом 6-8-годин. Потім матеріал переміщується в автоклави, де високі температури (175°С) і тиск пари (10атм) забезпечують його остаточне затвердіння. Завдяки таким технологіям виробництва фіброцементні матеріали мають однорідну структуру, яка надає їм високу стійкість при механічних та інших пошкодженнях.
Фіброцементні будівельні матеріали в яких використовується целюлоза не мають обмежень у використанні з погляду Міжнародної організації праці. Для безасбестових плит з волокнистого цементу типу NT діє Європейський стандарт DIN EN 12467.

### Переваги
Фіброцемент — це екологічний будівельний матеріал, оскільки в складі фіброцементних плит немає компонентів, які негативно впливають на здоров'я людини.
Фіброцементні будівельні матеріали взагалі не піддаються корозії, гниттю і виникненню грибків. Також вони мають відмінну стійкість до прямого впливу ультрафіолетових сонячних променів. Фіброцементні плити завдяки своїй унікальній внутрішній будові мають відмінні теплоізоляційні якості за рахунок яких скорочується споживання енергії на опалення облицьованих будинків. Матеріал також має додаткові шумоізоляційні властивості, черепиця з фіброцементу поглинає звуки при падінні дощу і граду. Вагомою перевагою фіброцементних будівельних матеріалів є відносно невисока собівартість виробництва, а в результаті доступну кінцеву вартість.

## Застосування фіброцементу в будівництві
Плити з фіброцементу мають широкий спектр застосування: у цивільному, військовому і промисловому будівництві, в архітектурі та внутрішньому декорування приміщень, і навіть у виробництві меблів. Сфера застосування цього екологічного матеріалу постійно розширюється — в даний час він активно використовується архітекторами, дизайнерами, скульпторами і художниками для створення справжніх шедеврів.
Фіброцементні плити різної товщини і різного розмірного ряду (від великогабаритних до малогабаритних), з ламінованою або текстурованою поверхнею часто застосовуються як оздоблювальні та декоративні покриття для оздоблення внутрішніх приміщень, включаючи приміщення з підвищеною вологістю (ванні кімнати, басейни) і найбільшою пожежонебезпекою (сауни). Завдяки мікропористій поверхні, яка підтримує міграцію випарів води (здатність матеріалу «дихати») фіброцементні матеріали дозволені в оздобленні зовнішніх і внутрішніх стін лікувальних закладів, фармацевтичних установ, об'єктів освіти і будівель культурно-побутового призначення (ГН 2.1.6.1338-03).
Фіброцементні навісні вентильовані фасади мають найпоширеніше використання в будівництві. Вентильовані фасади встановлюються на системи з металевих профілів, а потім на профілі закріплюються фіброцементні фасадні панелі, які можуть використовуватися як з попереднім утепленням, так і без нього, в залежності від інженерних та архітектурних особливостей сучасного будівництва.
Фіброцементні плити — це сучасний будівельний матеріал з привабливим зовнішнім виглядом, з широкою кольоровою гаммою і різноманітністю фактур, що надає повну свободу в застосуванні при зовнішньому і внутрішньому оздоблені. Додатковою перевагою є те, що матеріал не має обмежень в використанні по регіональним тенденціям в архітектурі, а також по особливостям різних типів будинків.
Однією з альтернатив фіброцементнім плитам є фіброцементний сайдинг. Сайдинг — це поширена англійська назва горизонтальних дощок встановлених нахлистом, що використовуються для зовнішнього оздоблення стін будівель. Фіброцементний сайдинг — це один з найбільш довговічних рішень оздоблювального сайдингу, до того ж він може мати як гладку текстуру поверхні, так і рельєфну структуру, наприклад, фактуру деревини.

## Фіброцемент в Україні
Сьогодні на ринку України представлені практично всі види фіброцементних виробів: фіброцементна черепиця, фіброцементні фасадні панелі й сайдинг[джерело?].